# François Fargère
François Fargère (ur. 1 września 1985 w Saint-Rémy) – francuski szachista, arcymistrz od 2009 roku.

## Kariera szachowa
W latach 1995–1999 kilkukrotnie reprezentował Francję na mistrzostwach świata i Europy juniorów w różnych kategoriach wiekowych. Na przełomie 2007 i 2008 r. podzielił I m. ((wspólnie z Fabienem Libiszewskim, Érikiem Prié i Dimitarem Marcholewem) w otwartym turnieju w Marsylii. W 2008 r. wypełnił pierwszą arcymistrzowską normę, zwyciężając (wspólnie z Hichamem Hamdouchim) w Montpellier. Kolejne dwie wypełnił w 2009 r., podczas drużynowych mistrzostw Francji oraz w Barcelonie (turniej Obert Internacional de Sants, dz. II m. za Alexandrem Fierem, wspólnie z Michałem Krasenkowem).
Najwyższy ranking w dotychczasowej karierze osiągnął 1 marca 2011 r., z wynikiem 2520 punktów zajmował wówczas 23. miejsce wśród francuskich szachistów.